# Stiasny Éva
Stiasny Éva (1919–2010, férjezett neve: Bartosné Stiasny Éva, szülei: Stiasny Zoltán és Lichtenstein Klára) vasdiplomás hitoktató, pedagógus, embermentő a Magyar Köztársasági Arany Érdemkereszt birtokosa. Kiemelkedő egyénisége volt a gyermekmentésnek Magyarországon a nyilas uralom idején, Sztehlo Gábor munkáját segítve.

## Élete
Az 1919-ben született, Budapest ostroma idején 26 éves fiatal nő 1944 nyarától hitoktatóként segítette a Damjanich utcai evangélikus lelkészi hivatal munkáját. Először Sztehlo Gábor felkérésére a Bérc utcai otthonba került mint pedagógus, majd a Bogár utca 29. számú házba, ahol a gyermekotthon vezetője – Benes Lujza gyógypedagógus – mellé elkelt a segítsége.
E váratlan felkérés mögött azonban már volt némi „szakmai tapasztalat”, hiszen magyar–német–francia szakos diplomájának megszerzése után 1941-től a Budapesti Skót Misszió Polgári Leányiskolájában hittant tanított. (Jane Haining skót származású igazgatónő iskolájában, akit az elsők között hurcoltak el, mert zsidó gyerekeket és családokat rejtegetett a kollégiumban. Mártírhalált halt.) A Vérhalom legkiemelkedőbb pontján lévő gyönyörű villa (a győri textilgyár főmérnökének tulajdona) a Bogár utcában kb. félszáz zsidó, üldözött gyermek befogadására volt alkalmas, nagyrészt kamasz fiúk kerültek ide. A ház nem volt nagy, 12 felnőtt mellett a fiúknak is barátságos otthont adott, de mint beceneve is mutatja, „gumifalu otthon” lett, mindig akadt még hely a később érkezőknek is. A gyermekek beutalóval rendelkeztek Sztehlótól, illegális nevüket meg kellett tanulniuk. Sokukat a gettóból autó csomagtartójában mentettek ki, és hoztak ide. Azért egy valódi, Erdélyből menekült hadiárva is volt a gyerekek között, akit óvatosságból külön fürdettek.
Az otthonban – akárcsak a Sztehlo Gábor által létesített más otthonokban is – szervezett tanulás folyt és mellette természetesen játék is. Előadtak egy betanult színdarabot Karinthy Frigyestől, Visszakérem az iskolapénzt címmel. Sztehlo gyakran járt náluk, imádkoztak együtt. Faliújságot is szerkesztettek, kánonéneklés tarkította a zárt életüket.
A villában könyvtárterem is volt. Francia hölgytől tanultak franciául, egyik idősebb társuktól – Oláh György később Nobel-díjas vegyésztől – fizikát. A nagyobb, 16-17 éves gyerekek is tanították, segítették a kisebbeket. A gyermekek viszonylag pontos napirend alapján éltek: mindenkinek volt egy kis saját zuga, tanszere, ruhái. Nyitva volt a pedagógusok felé a hálófülkéjük, akik az „ágyakról” tartották nyilván a gyerekeket, nem névsor alapján. Nem volt rettegés, bömbölés, játék volt, tanulás és munka. A létező játékszabályokat elfogadták, jól érezték magukat a gyerekek. A zárt kertbe kimehettek játszani, de csöndben kellett lenniük a szomszédok miatt.
Stiasny Éva a Bogár utcai otthonban és később másutt is két fontos munkát nem engedett át másnak: az ebédeltetést és a lefektetést. Évekkel később így fogalmazta meg ezt a helyzetet: „amíg kinn az utcákon tombolt az emberharc, addig bent párnaharc zajlott”.
Amikortól a Bogár utcából távozott Benes Lujza, aki egy Svájcba menő utolsó vonat gyerekcsapatának vezetőjeként indult haza két gyermekéhez, Stiasny Éva egyedül vitte tovább az otthon vezetését. Nem kis aggodalommal figyelte, hogy eddig sem túl kellemes szomszédjuk – a zsidókutató intézet – helyére váratlanul beköltözött a német parancsnokság, akik meglepő előzékenységet mutattak a gyermekotthon irányába. Olyannyira működött ez a „furcsának tűnő kapcsolat”, hogy 1944 karácsonyán gálaruhába felöltöztetett gyerekekkel átment Stiasny Éva betlehemezni a németekhez. A szívélyes viszony később életmentőnek bizonyult.
1944 karácsony estéjén erős lövöldözés rázta meg a környéket, s miután Sztehlo Gábor karácsonyi beszédet megtartotta, a ház belövést kapott, és csak a karácsonyfa maradt épen a helyiségben. 
Elérkezett Szilveszter napja, a környék csatatérré vált, már nem volt többé riadó vagy sziréna – teljesen elszakítva éltek a külvilágtól.
Ebben a helyzetben hívatta Stiasny Évát Winkler német parancsnok, hogy figyelmeztesse a súlyos veszélyre. A Rózsadomb legkiemelkedőbb pontján voltak, a géppuskások célkeresztjében. Felajánlotta segítségét, mely rövid (3 órányi) időt adott az otthon lakóinak, hogy új helyet, fedelet találjanak maguknak. Lázas szervező munka kezdődött, az új otthon keresése érdekében, majd egy németek által berajzolt térképpel útnak indultak. (Bartosné 2005) A térkép és a németek segítségével – akik még nyakukba is vettek egy kicsi zsidó gyereket – a holdvilágos éjszakán, két óra alatt jutottak el gyalogosan, kalandos útvonalon a csikorgó hidegben, mély hóban, házfalak mentén, kerítésekbe és egymásba kapaszkodva a gyereksereggel a Széna tér–Fillér utca–Baár-Madas útvonalon a célig, Sztehlo Gáborékhoz, a Lorántffy utcai házba, Légrády Ottó, a Pester Lloyd tulajdonosa és főszerkesztője villájába. Onnan azután a mentett gyerekek egy része a Baar-Madasba, másik része a Kelenhegyi út 7.-be került. 
A törékeny, fiatal hölgy, Stiasny Éva tökéletesen szervezte meg és hajtotta végre a mentési akciót (mindeközben a Bogár utcai otthont romhalmazzá lőtték).
A főváros elestével nem ért véget a mentőmunka. A szülő nélküli vagy pusztán élelem és fedél nélküli gyerekek nem nélkülözhették a további segítő kezet. A korábbi, elszórtan működő otthonokat a Pasaréti út 192., illetve a Völgy utca 19. alatt centralizálták. 
Stiasny Éva 1945 májusáig maradt Sztehlo mellett, segített neki az újabb otthonok szervezésében és az árván maradt gyerekek tanításában. Később visszatért a nyelvtanári pályához. Mikor 1946-47-ben kiderült, hogy szükség van orosz nyelvtanárra, szentpétervári anyanyelvi tanártól tanulta a nyelvet. Később ő vezette az orosztanárok átképzését német és francia nyelvre. 
Férje szinten tanár (eredetileg nem Bartos, hanem Bakaló. A nagyapa, Bakaló Simon a pestszentlőrinci unitárius közösség presbitere), a Széchenyi gimnázium igazgatóhelyetteseként vonult nyugalomba. Két fiuk, Csaba és Balázs édesanyjuk zeneszeretetét örökölték, muzsikusok lettek.
Stiasny Éva mint vasdiplomás hitoktató pedagógus rendszeres munkát végzett az Evangélikus Múzeumban, ápolta Sztehlo Gábor örökségét, az alapítvány működtetésében is részt vett.
Ő harcolta ki a Sztehlo Gábor utcát Budán, amelyet Pokorni Zoltán 2008. szeptember 25-én adott át. 
2010-ben 92 éves korában halt meg, 36 évvel élte túl mentorát, a viszonylag fiatalon, 65 évesen elhunyt Sztehlo Gábort.
Stiasny Éva hagyatéka az Evangélikus Múzeumban található.

## Emlékezete
- Stiasny Éva 100 éve született
- Új emléktábla a Ráday utcában- újságcikk
- Új emléktábla a Ráday utcában. YouTube
- Könyvbemutató, 2023